# 口明方村
口明方村（くちみょうがたむら）は、かつて岐阜県郡上郡に存在した村である。1954年に合併で八幡町となった後、現在は郡上市の一部である。
かつての八幡町北東部に位置し、吉田川の上流部になる。
村名は、この地域に存在した郷、明方郷の下流（入口）の地域から命名された。

## 歴史
- 江戸時代、この地域の大部分は郡上藩領であった。宝暦年間に発生した郡上一揆では多くの村民が決起している。
- 1897年（明治30年）4月1日 - 初納村、旭村、有穂村、小野村、市島村が合併し発足。
- 1954年（昭和29年）12月15日 - 八幡町（初代）、相生村、川合村、西和良村と合併し、改めて八幡町が発足。同日口明方村廃止。

## 学校
- 口明方村立口明方小学校
- 口明方村立口明方中学校（後に「八幡町立口明方中学校」となる。昭和49年3月26日閉校）

## 神社・仏閣
- 八幡神社
  - 「郡上八幡」の地名の由来の神社。元は現在の郡上八幡城の位置であったが、永禄2年（1559年）、遠藤盛数が郡上八幡城を築城の際、郡上郡小野村に遷座。

## その他
- 明方村の口は川の下流または入り口の意味があるという。
- 明宝村（現・郡上市）の1992年までの旧称は明方村であるが、1970年までの村名は「奥明方村」であった。口明方村が八幡町に合併したことを契機に改称し、奥を外したという。